# 침류왕
침류왕(枕流王, ? ~385년 11월, 재위 384년 4월~385년 11월)은 백제의 제15대 국왕이다. 근구수왕의 장남으로, 어머니는 진고도(眞高道)의 딸 아이부인(阿爾夫人)이다. 초고왕계의 왕통을 이었으나 재위 2년째인 385년 11월 붕어하여 그의 어린 아들 아신(阿莘) 대신에 그의 아우 진사(辰斯)에게 왕위를 물려주었다. 다른 이름은 휘(暉) 또는 여휘(餘暉,余暉)이며 중국 사서에 진사왕의 휘가 휘(暉)라고 하지만 본래는 침류왕의 아들 부여훈해의 이름으로 추정된다.

## 생애
동진과 동맹을 맺어 고구려에 적대적 태도를 취하였으며, 384년 왕위에 오르자 7월에 동진에 조공하였다. 이 해 음력 9월 동진(東晋)에서 호승(胡僧) 마라난타(摩羅難陀)가 들어왔고 이를 계기로 백제에 불교가 처음 전파되었다.
삼국시대에 활약했던 승려들의 열전을 모아 놓은 《해동고승전(海東高僧傳)》에 의하면, 소수림왕 때 승려 순도(順道)가 평양성에 찾아왔고, 이어 마라난타가 들어와 수차례 백제를 드나들며 불교를 전파하였는데 이때가 침류왕 시대였다고 기록하고 있다.
호승(胡僧) 마라난타(摩羅難陀)가 고행에서 돌아올 때면 침류왕은 성 밖까지 나와 그를 반가이 맞아들였으며, 또한 그를 정중히 대하여 공양(供養)하였다. 왕은 마라난타와 이야기를 주고받으며 자신을 낮추기를 꺼려하지 않았으며 불교를 널리 보급하고 숭상하였다. 재위 2년, 385년 봄 음력 2월 한산(漢山)에 사찰을 창건하여 열 명의 백제 승려가 법사의 뜻을 따르게 하였다.
則高句麗解味留王時。順道至平壤城。繼有摩羅難陀。

從晉來千百濟國。則枕流王代也。

--- 중략 ---

釋摩羅難陀．胡僧也。神異感通。莫測階位。

約志遊方。不滯一隅。

--- 중략 ---

任歷艱辛。有緣則隨。無遠不履。

當百濟第十四枕流王。即位九年九月。從晉乃來。王出郊迎之。

邀致宮中。敬奉供養。稟受其說。上好下化。

大弘佛事。共贊奉行。如置郵而傳命。

二年春刱寺於漢山。度僧十人。尊法師故也。

                                           《해동고승전(海東高僧傳)》발췌

재위 2년째인 385년 11월 붕어하였다. 동생 진사왕이 왕위를 계승하였다.

## 가계
|  |  |               |               |               |               |               |               |                     |                     |                     |                     |                     |                     | 근구수왕 根仇首王 | 근구수왕 根仇首王 | 근구수왕 根仇首王 | 근구수왕 根仇首王 | 근구수왕 根仇首王 | 근구수왕 根仇首王 |               |               |               |               |               |               | 아이부인 阿爾夫人 | 아이부인 阿爾夫人 | 아이부인 阿爾夫人 | 아이부인 阿爾夫人 | 아이부인 阿爾夫人 | 아이부인 阿爾夫人 |  |  |  |  |  |  |               |               |               |               |               |               |             |             |             |             |             |             |  |  |  |  |               |               |               |               |               |               |  |  |  |  |  |  |
|  |  |               |               |               |               |               |               |                     |                     |                     |                     |                     |                     | 근구수왕 根仇首王 | 근구수왕 根仇首王 | 근구수왕 根仇首王 | 근구수왕 根仇首王 | 근구수왕 根仇首王 | 근구수왕 根仇首王 |               |               |               |               |               |               | 아이부인 阿爾夫人 | 아이부인 阿爾夫人 | 아이부인 阿爾夫人 | 아이부인 阿爾夫人 | 아이부인 阿爾夫人 | 아이부인 阿爾夫人 |  |  |  |  |  |  |               |               |               |               |               |               |             |             |             |             |             |             |  |  |  |  |               |               |               |               |               |               |  |  |  |  |  |  |
|  |  |               |               |               |               |               |               |                     |                     |                     |                     |                     |                     |                   |                   |                   |                   |                   |                   |               |               |               |               |               |               |                   |                   |                   |                   |                   |                   |  |  |  |  |  |  |               |               |               |               |               |               |             |             |             |             |             |             |  |  |  |  |               |               |               |               |               |               |  |  |  |  |  |  |
|  |  |               |               |               |               |               |               |                     |                     |                     |                     |                     |                     |                   |                   |                   |                   |                   |                   |               |               |               |               |               |               |                   |                   |                   |                   |                   |                   |  |  |  |  |  |  |               |               |               |               |               |               |             |             |             |             |             |             |  |  |  |  |               |               |               |               |               |               |  |  |  |  |  |  |
|  |  |               |               |               |               |               |               | 왕비 진씨 王妃 眞氏 | 왕비 진씨 王妃 眞氏 | 왕비 진씨 王妃 眞氏 | 왕비 진씨 王妃 眞氏 | 왕비 진씨 王妃 眞氏 | 왕비 진씨 王妃 眞氏 |                   |                   |                   |                   |                   |                   | 침류왕 枕流王 | 침류왕 枕流王 | 침류왕 枕流王 | 침류왕 枕流王 | 침류왕 枕流王 | 침류왕 枕流王 |                   |                   |                   |                   |                   |                   |  |  |  |  |  |  |               |               |               |               |               |               | 후궁 : 미상 | 후궁 : 미상 | 후궁 : 미상 | 후궁 : 미상 | 후궁 : 미상 | 후궁 : 미상 |  |  |  |  | 진사왕 辰斯王 | 진사왕 辰斯王 | 진사왕 辰斯王 | 진사왕 辰斯王 | 진사왕 辰斯王 | 진사왕 辰斯王 |  |  |  |  |  |  |
|  |  |               |               |               |               |               |               | 왕비 진씨 王妃 眞氏 | 왕비 진씨 王妃 眞氏 | 왕비 진씨 王妃 眞氏 | 왕비 진씨 王妃 眞氏 | 왕비 진씨 王妃 眞氏 | 왕비 진씨 王妃 眞氏 |                   |                   |                   |                   |                   |                   | 침류왕 枕流王 | 침류왕 枕流王 | 침류왕 枕流王 | 침류왕 枕流王 | 침류왕 枕流王 | 침류왕 枕流王 |                   |                   |                   |                   |                   |                   |  |  |  |  |  |  |               |               |               |               |               |               | 후궁 : 미상 | 후궁 : 미상 | 후궁 : 미상 | 후궁 : 미상 | 후궁 : 미상 | 후궁 : 미상 |  |  |  |  | 진사왕 辰斯王 | 진사왕 辰斯王 | 진사왕 辰斯王 | 진사왕 辰斯王 | 진사왕 辰斯王 | 진사왕 辰斯王 |  |  |  |  |  |  |
|  |  |               |               |               |               |               |               |                     |                     |                     |                     |                     |                     |                   |                   |                   |                   |                   |                   |               |               |               |               |               |               |                   |                   |                   |                   |                   |                   |  |  |  |  |  |  |               |               |               |               |               |               |             |             |             |             |             |             |  |  |  |  |               |               |               |               |               |               |  |  |  |  |  |  |
|  |  |               |               |               |               |               |               |                     |                     |                     |                     |                     |                     |                   |                   |                   |                   |                   |                   |               |               |               |               |               |               |                   |                   |                   |                   |                   |                   |  |  |  |  |  |  |               |               |               |               |               |               |             |             |             |             |             |             |  |  |  |  |               |               |               |               |               |               |  |  |  |  |  |  |
|  |  | 아신왕 阿莘王 | 아신왕 阿莘王 | 아신왕 阿莘王 | 아신왕 阿莘王 | 아신왕 阿莘王 | 아신왕 阿莘王 |                     |                     |                     |                     |                     |                     | 훈해 訓解         | 훈해 訓解         | 훈해 訓解         | 훈해 訓解         | 훈해 訓解         | 훈해 訓解         |               |               |               |               |               |               | 설례 碟禮         | 설례 碟禮         | 설례 碟禮         | 설례 碟禮         | 설례 碟禮         | 설례 碟禮         |  |  |  |  |  |  | 부여홍 扶餘洪 | 부여홍 扶餘洪 | 부여홍 扶餘洪 | 부여홍 扶餘洪 | 부여홍 扶餘洪 | 부여홍 扶餘洪 |             |             |             |             |             |             |  |  |  |  | 진손왕 辰孫王 | 진손왕 辰孫王 | 진손왕 辰孫王 | 진손왕 辰孫王 | 진손왕 辰孫王 | 진손왕 辰孫王 |  |  |  |  |  |  |

## 같이 보기
- 고구려
  - 소수림왕 (371년 - 384년)
  - 고국양왕 (384년 - 391년)
- 신라
  - 내물 이사금 (356년 - 402년)
- 가야
  - 이시품왕 (346년~407년)
- 왜
  - 닌토쿠 천황 (310년~399년)
- 동진
  - 진 열종 효무제 (372년~396년)
- 전진
  - 전진 세조 선소제 (357년~385년)
- 후연
  - 후연 세조 성무제 (384년~396년)
- 후진
  - 후진 태조 무소제 (384년~393년)
- 서진
  - 서진 열조 선열왕 (385년~388년)
- 후량
  - 후량 태조 의무제 (386년~399년)

| 전 대 근구수왕 | 제15대 백제 국왕 384년 - 385년 | 후 대 진사왕 |